# 아어 빙하
아어 빙하(독일어: Aargletschers)는 문자 그대로 아어 빙하들(Aare-Glaciers)는 스위스 베른 알프스의 아레강의 수원에 위치한 빙하 시스템이다. 원래 독일어에서 이름은 단수형과 복수형 모두 “Aargletscher”이며, 독일어에서 ‘gletscher’의 복수형은 관사 변경으로 표시된다: der Gletscher(하나의 빙하), die Gletscher(많은 빙하). Aargletscher는 두 가지 별개의 부분 빙하 시스템으로 구성된다.
- 운터아어 빙하 : 수렴하는 라우터아어 빙하와 핀스터아어 빙하로 구성, 라우터아어호른, 핀스터아어호른 및 그림젤 호수 사이에
- 오버아어 빙하 : 오버아어호른과 오버아어 호수 사이.

그림젤 호수와 오버아어 호수는 최신의 저수지 호수이다. "...-Aar-Horn"은 해발 3600m 이상의 정상이며, 그중 2개는 4000m 이상이다.

## 같이 보기
- 론 빙하

## 참고자료
- Swisstopo (CH 3084 Wabern): Landeskarte der Schweiz 1:100 000
  - No. 37 Brünigpass
  - No. 42 Oberwallis